# Agnes af Hessen
Agnes af Hessen (31. marts 1527, Marburg – 4. november 1555, Weimar) var en tysk prinsesse af Hessen, der var kurfyrstinde af Sachen fra 1547 til 1553.
Hun var datter af landgreve Philip 1. af Hessen og Christine af Sachsen. Hun blev gift med hertug og senere kurfyrste Moritz af Sachsen i 1541 og efter dennes død med hertug Johan Frederik 2. af Sachsen.